# Alstom Coradia LINT 41
LINT 41 er et dieselmekanisk 2-vognstogsæt fremstillet af Alstom i Tyskland og benævnt Coradia LINT af producenten. LINT er en tysk forkortelse for Leichter Innovativer Nahverkehrstriebwagen (på dansk: Let, Innovativ, Nær(lokal)baneTogsæt). '41' henviser til togsættets længde i meter. LINT 41 er bygget i flere end 700 eksemplarer(september 2012). I Danmark kører i alt 99 togsæt hos Arriva, Lokaltog og Nordjyske Jernbaner
Tophastigheden er 120 km/t, og togene er indrettet med mellem 112 og 129 siddepladser på 2. klasse. LINT 41-togsættene i Danmark er stort set teknisk identiske og fremstår ens i deres fremtoning bortset fra togoperatørernes forskellige designbemalinger. Der er dog nogle få forskelle på de LINT-tog, der kører hos de forskellige operatører, idet Arrivas og Nordjyske Jernbaners togsæt har toilet i toget, hvor Lokalbanen (nu en del af Lokaltog) har valgt at have mere plads til cykler og barnevogne. Bortset fra Odsherredbanen som har toilet i deres tog.
LINT 41 togsættet udmærker sig ved at være et lavgulvstog med god accellerationsevne. Sammenkoblingen af de enkelte togsæt sker med automatisk Scharfenbergkobling. I udlandet findes også en enkeltvognsversion af toget ved navn LINT 27.

## Danske togoperatører
I Danmark kører i alt 97 LINT 41 togsæt hos tre forskellige togoperatører.

### Arriva
Arriva råder over 43 LINT 41 togsæt. De første 29 leveredes i 2004-2005. I 2010-2011 leveredes yderligere 12 LINT 41.
I 2012 leveredes yderligere 2 LINT 41 til Arriva til brug på Vestbanen som kører mellem Varde og Nr. Nebel.

### Lokaltog
Lokaltog råder over i alt 41 LINT 41-togsæt, som det fik med, da selskabets etableredes som en fusion af Lokalbanen og Regionstog 1. juli 2015. De 25 togsæt kom fra Lokalbanen og har i modsætning til Arrivas LINT 41 togsæt ikke toilet, idet Lokalbanen i stedet valgte at have mere plads til cykler og barnevogne. I 2012 udbyggedes pladsen til cykler og barnevogne yderligere. De øvrige 16 togsæt kom fra Regionstog og er fordelt på tre byggeserier. De tog som kører på Odsherredsbanen og Tølløsebanen er der dog toilet i.

### Nordjyske Jernbaner
Nordjyske Jernbaner råder over 17 LINT-41 togsæt, der blev sat i drift i henholdsvis foråret/sommeren 2017, i forbindelse med, at den nordjyske jernbanedrift blev overtaget fra DSB samt i efteråret/vinteren 2021 i forbindelse med optimering af regionaltrafikken i nordjylland eftersom at de ifølge K23 skal til at hjælpe DSB med at betjene strækningen fra Skørping til Aalborg Lufthavn så der er halvtimedrift på hverdage og lørdage.

## Ulykker
Fredag d. 9. juni 2017, blev en person påkørt af et LINT 41 fra Lokaltog på Gribskovbanens station Helsinge. 
Fredag d. 10. februar 2017, afsporer et Lint 41 fra Lokaltog på Tølløsebanens station i Ruds Vedby, i et nylagt sporskifte, der var forsynet med forkert låsebolt.
Søndag d. 22 februar 2014 blev en 21-årig mand fra Snedsted dræbt, da han kørte ud foran et tog fra Arriva. Ulykken skete ved en overkørsel uden bomme. Manden var død på stedet.